# Journée d'émancipation des serfs au Tibet
La Journée de la libération des serfs au Tibet ou  Journée d'émancipation des serfs (農奴解放日 / 农奴解放日) est une journée de commémoration instaurée à la date du 28 mars par l'Assemblée nationale chinoise pour célébrer chaque année, depuis 2009, l'abolition du servage ou émancipation des serfs au Tibet en 1959.

## Contexte
Dans l'histoire du Tibet, le 28 mars 1959 est la date où Zhou Enlai prit un arrêté proclamant la dissolution du Gouvernement du Tibet de l'époque, à la suite de  l'échec du soulèvement tibétain de mars 1959 contre la présence chinoise dans la région. Selon l'Assemblée nationale chinoise, le 28 mars 1959, l'Armée populaire de libération a mis un terme à l'oppression féodale et religieuse dans la Région autonome du Tibet; l'élite tibétaine employait environ un million de Tibétains (90 % de la population) comme serfs,. En 1959, le gouvernement chinois, selon A. Tom Grunfeld, donnait la répartition suivante : noblesse 5 %, clergé 15 %, nomades 20 %, serfs 60 % (dont 45 % devant s’acquitter de redevances, 45 % sous « bail humain » et 10 % divers). En 2009, l'historiographie officielle chinoise fixe le pourcentage de la population serve et esclave à 95 % de la population totale, les khral-pa et les dud chung représentaient 90 % de la population, et les nangsen 5 %, le statut de ces derniers étant celui d’esclave et non de serf. Le journaliste Thomas Laird conteste le chiffre de 95 % de Tibétains et estime à 30 % de la population le nombre de paysans jouissant de terres et s'acquittant de redevances en nature et de corvées dues au gouvernement, à un monastère ou à des nobles, également à 30 % le taux de serfs sans terres mais inféodés à une famille aristocratique, à un monastère ou au gouvernement.
Warren W. Smith Jr rapporte que le Comité préparatoire de la région autonome du Tibet annonce les réformes démocratiques le 2 juillet 1959 , lequel comité annule selon Anna Louise Strong les dettes féodales le 17 juillet 1959 .
En mars 2008, des troubles éclatent à Lhassa et dans d'autres régions du Tibet à la suite de manifestations commémorant le Jour du soulèvement tibétain du 10 mars 1959.

## Décision de commémoration
Le 19 janvier 2009, les 382 législateurs de la Région autonome du Tibet ont voté à l'unanimité en faveur de l'adoption du 28 mars comme journée commémorative de l'émancipation des serfs.
Cette journée, en 2009, doit marquer le commencement de réforme démocratique de la « structure sociale, théocratique et féodale tibétaine » le 28 mars 1959, sous la direction du Président Mao Zedong. Pang Boyong, secrétaire général du Comité permanent du Congrès régional tibétain, a déclaré que cette date vise à « rappeler à tous les Chinois, y compris les Tibétains, l'importante réforme démocratique inaugurée il y a 50 ans ».

## Réactions
Le gouvernement tibétain en exil considère le 28 mars comme l'anniversaire d'une « tragédie » : 87 000 Tibétains sont décédés, selon eux, lors de la rébellion de 1959.
La décision de faire du 28 mars la Journée d'émancipation des serfs a été prise en 2009, dans un contexte qui voit Pékin augmenter ses attaques contre le dalaï-lama, ce qui, pour le journaliste d'Asia Times Kent Ewing, « aigrira probablement davantage les Tibétains ». La date est aussi proche du cinquantenaire du soulèvement tibétain de 1959. 
Tsering Shakya, pour sa part, voit dans la « Journée d'émancipation des serfs » comme un rite orchestré par le gouvernement chinois en réponse aux « manifestations étendues qui ont paralysé le plateau tibétain en mars-avril 2008 » et « une illustration classique de la nature du pouvoir chinois sur les Tibétains ».
Pour Warren W. Smith Jr, le gouvernement a choisi le 28 mars à la place comme « contre-propagande » aux troubles au Tibet en mars 2008.
Le 10 mars 2009, le Parlement européen dans une recherche des conditions permettant de favoriser le dialogue entre le dalaï-lama et le gouvernement chinois, « en appelle au président chinois Hu Jintao afin qu'il démontre qu'il tient à honorer sa déclaration du 6 mars 2008 selon laquelle "la stabilité du Tibet concerne la stabilité du pays de même que la sécurité du Tibet concerne la sécurité du pays" et demande avec insistance que les dirigeants chinois garantissent le bien-être des Tibétains et préservent l'harmonie et la stabilité sociales, en invitant la commission permanente du Congrès du peuple de la Région autonome du Tibet à annuler sa décision de commémorer le 28 mars 2009 comme "Journée d'émancipation des serfs" ». À l'adoption de cette résolution, proposée par Charles Tannock, Thomas Mann et Georg Jarzembowski (en), le gouvernement chinois réplique, dans un article reproduit dans divers médias officiels, que 
« [...] lorsque Monsieur Thomas Mann, président de l'intergroupe Tibet du Parlement européen, indique que l'instauration de la "Journée de l'émancipation du million de serfs tibétains" est "un grand affront et outrage aux Tibétains", on ne peut s'empêcher de se demander : Qui sont-ils au juste les "Tibétains" dont parle ce monsieur ? Il est certain que les "Tibétains" de ce monsieur ne comprennent pas le million d'anciens serfs et esclaves qui représentaient plus de 90 % de la population globale tibétaine ».
Robert Barnett fit remarquer que l'astuce chinoise est d'utiliser les mots « serf », esclavage et « féodal » et de faire penser à la brutalité.

## Commémorations

### 2009
Le 28 mars 2009, devant le palais du Potala à Lhassa, s'est tenue la toute première cérémonie de commémoration de l'émancipation des serfs au Tibet 50 ans plus tôt. Présidée par Qiangba Puncog, président du gouvernement de la Région autonome du Tibet, la cérémonie a rassemblé 13 000 personnes, la plupart en habit traditionnel tibétain. 
À cette occasion, le secrétaire du parti communiste chinois de la région autonome du Tibet, Zhang Qingli, a déclaré :
« La lutte qui nous oppose à la clique du dalaï lama n'a pas trait à l'éthique, la religion ou les droits de l'Homme (..), elle concerne la souveraineté nationale et l'intégrité du territoire. Nous devons rester vigilants et fermement réprimer toutes les activités séparatistes » .
D'autres manifestations se sont déroulées dans le pays. Ainsi à Pékin le jeune Gyancain Norbu, le panchen-lama reconnu par le gouvernement chinois en 1995, assistait à la cérémonie. Toujours à Pékin, une exposition intitulée Cinquante ans de réforme démocratique au Tibet a été organisée.
Pour les Tibétains en exil, cette célébration est perçue comme une insulte et une provocation. Le 28 mars est aussi l'anniversaire de la destitution du gouvernement du dalaï-lama par Pékin. À Dharamsala, 10 000 manifestants ont protesté contre la « propagande chinoise » et les « cinquante années de servitude et de répression ».

#### Manifestations connexes
En rapport avec cette commémoration, diverses manifestations ont eu lieu en Chine et à l'étranger, dont :
- la création d'un insigne de la Journée d'émancipation, associant le drapeau national chinois à cinq étoiles, un soleil et une montagne enneigée[28];
- à New York, une exposition de photos sur les changements intervenus au Tibet depuis cinquante ans, organisée par des associations de Chinois expatriés[29].

### 2012
Le 27 mars 2012, la fête de l'émancipation des serfs du Tibet a été marquée par un symposium qui s'est tenu à l'université du Tibet. Selon son vice-recteur, Yang Ning, le but de ce symposium était de faire connaître à la jeune génération ce qu'était la condition des serfs sous l'ancien régime,.